# Police (Poolse stad)
Police (Duits:Pölitz) is een stad in het Poolse woiwodschap West-Pommeren, gelegen op de linkeroever van de Oder op ongeveer 15 km ten noorden van Szczecin. Het is de hoofdplaats van de powiat Policki en van de gemeente Police. De stad telt 33.404 inwoners (31-12-2014).
In Police bevindt zich een van de grootste chemische industriecomplexen van Polen: Zakłady Chemiczne Police behoort dan ook tot de voornaamste werkgevers in de regio. Police heeft bovendien een zeehaven.

## Geschiedenis

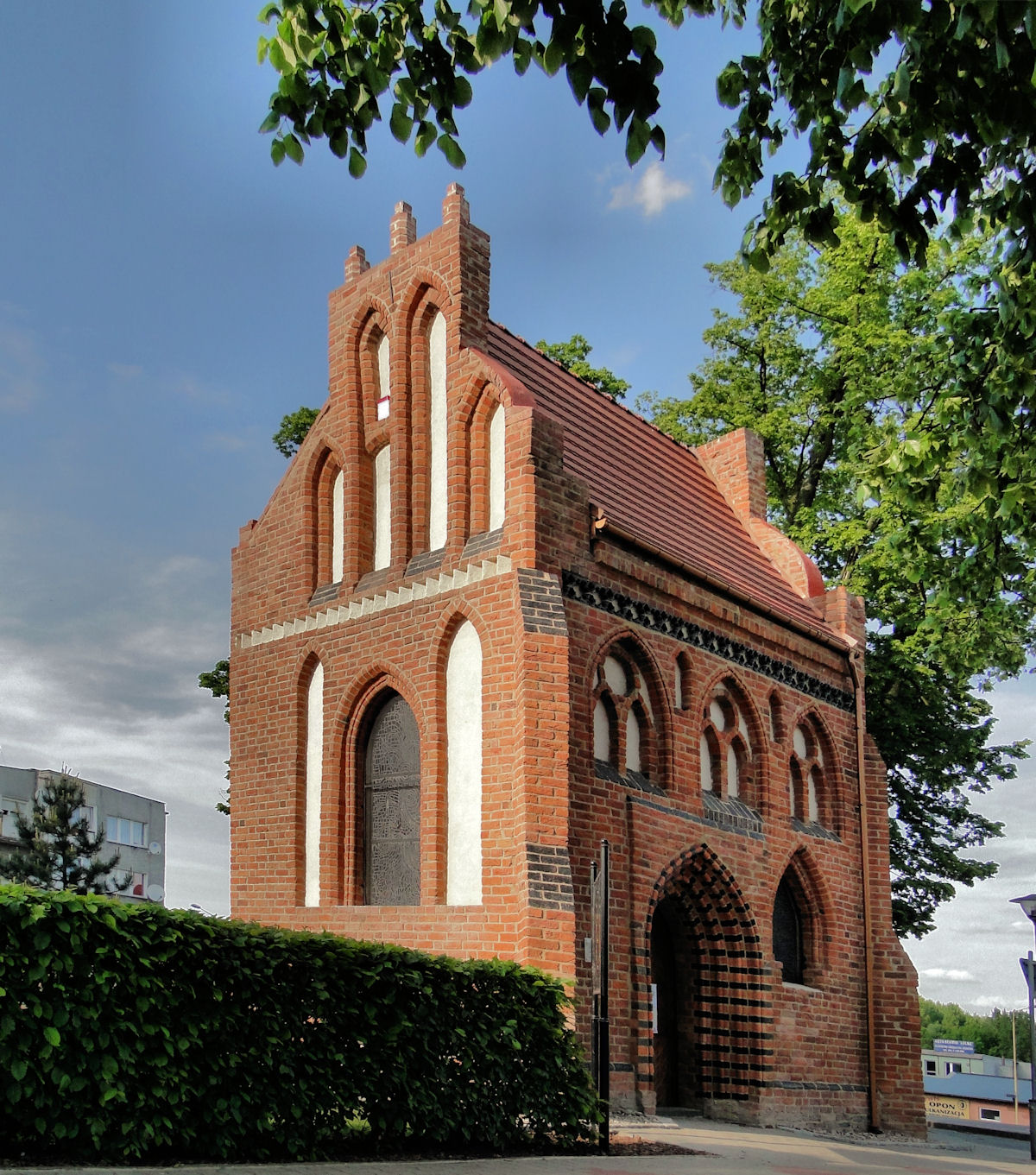
Kapel in het centrum (15e eeuw)

Police werd in 1253 voor het eerst genoemd en kreeg in 1260 stadsrechten (Maagdenburgs recht) van de Pommerse hertog Barnim I. Vanaf 1321 was het onderhorig aan het naburige Stettin (Szczecin). Van 1630 tot 1720 behoorde het tot Zweeds Pommeren, daarna tot Pruisen.
Tijdens de Tweede Wereldoorlog was in Pölitz een satellietkamp van het concentratiekamp Stutthof gevestigd. De gevangenen werden tewerkgesteld in het chemiecomplex voor de productie van synthetische brandstoffen.
Tot 1945 behoorde Pölitz tot Duitsland. De stad ligt ten westen van de Oder en zou volgens de akkoorden van de Conferentie van Potsdam daarom tot Duitsland blijven horen. In juli 1945 werd echter besloten dat Stettin en het omliggende gebied ook aan Polen werden toegewezen. Tot 1946 draaide het chemiecomplex met Duitse (dwang)-arbeiders verder onder Sovjet-toezicht. Pas in 1946 nam Polen het bestuur in het gebied over.

## Stadsbeeld
Police ligt aan de Łarpia, een zijarm van de Oder. Het centrale punt van de stad is de Plac Chrobrego, het marktplein, waaraan een overblijfsel van de gotische Mariakerk staat. Deze sacristie dateert uit de 15de eeuw. De rest van de kerk werd in 1896 afgebroken en vervangen door een neogotische kerk in het zuiden van de stad.
Het chemiecomplex ligt ten noorden van de stad, tussen Police en Jasenice. Sinds 1946 behoort ook dit dorp, het historische Jasenitz, tot Police. Hier bevindt zich de ruïne van een 14de-eeuws augustijner klooster. Het dorp heeft een laatgotische, in de 19de eeuw verbouwde kerk.  
Ten noordwesten van de stad ligt de Puszcza Wkrzańska, een uitgestrekt bos- en heidegebied dat zich in Duitsland als Ueckermünder Heide voortzet.

## Verkeer
Police werd in 1898 aangesloten op het spoorwegnet, maar de spoorlijn tussen Szczecin en Trzebież is sinds 2002 voor personenverkeer buiten gebruik. Het station van Police staat sindsdien leeg. 

## Geboren in Police
- Hans Modrow (1928-2023), latere premier van de DDR

Stadsdistricten: Szczecin · Koszalin · Świnoujście

Districten:
Białogard · Choszczno · Drawsko Pomorskie · Goleniów · Gryfice · Gryfino · Kamień · Kołobrzeg · Koszalin · Łobez · Myślibórz · Police · Pyrzyce · Sławno · Stargard · Szczecinek · Świdwin · Wałcz

Grootste steden:
Białogard · Goleniów · Gryfino · Kołobrzeg · Koszalin · Police · Stargard · Świnoujście · Szczecin · Szczecinek · Wałcz